# Joseph Kalter
Joseph Kalter (ur. 4 września 1780 w Bliszczycach, zm. 17 lutego 1834 we Wrocławiu) – niemiecki malarz działający przede wszystkim na Śląsku.
W młodości zamieszkał we Wrocławiu, gdzie nauczał rysunku w tamtejszym gimnazjum św. Marii Magdaleny. Wraz z żoną, Amalią z domu Palsner, otworzył prywatną szkołę rysunku. Tworzył przede wszystkim obrazy historyczne, religijne (m.in. ołtarzowe) oraz portrety. Kopiował też płótna dawnych mistrzów. Jego obrazy zawisały głównie w kościołach na Śląsku, np. w 1830 namalował obraz dla kościoła w rodzinnych Bliszczycach, który przedstawiał św. Katarzynę. Miał wystawy we Wrocławiu (w latach 1820-1822) i Berlinie (w 1816 i 1830). Jego uczniami byli m.in. Konstantin Cretius, August Kopisch i Gustav Adolf Boenisch.